# Juan Sebastián Elcano (A-71)
El vaixell escola Juan Sebastián de Elcano és un bergantí goleta de l'Armada Espanyola. Té quatre pals amb els noms de Blanca, Almansa, Astúries i Nautilus, noms de quatre vaixells escola que el van precedir. Rep el nom per l'explorador espanyol Juan Sebastián Elcano, capità de l'expedició de Fernando de Magallanes, després de la mort d'aquest durant el viatge. El vaixell porta també l'escut d'armes de Elcano, que va ser atorgat a la família per l'emperador Carles V després de la tornada de Elcano de l'expedició que va fer la volta al món el 1522. L'escut d'armes és un globus terraqüi amb el text en llatí Primus circumdedisti me (Vas ser el primer a circumnavegar-me).

## El vaixell
El buc va ser dissenyat per la companyia Echevarrieta i Larrinaga de Cadis. El mascaró de proa i altres talles del vaixell van ser encarregats a l'escultor bilbaí Federico Sáenz Venturini. Per al disseny de les veles es va elegir al projectista anglès Nicholson. El seu primer velam era de lli i es va encarregar a la fàbrica Ratsey & Lapthorn de Gosport, una de les importants firmes angleses del moment. Les veles de respecte van ser realitzades per la casa Echarne de Gijón. Al seu lliurament, el vaixell escola comptava amb un motor dièsel auxiliar de 800 cavalls (uns 600 kW). El cost del vaixell va pujar en aquella època a 7.569.794 pessetes.
L'embarcació compta amb dos purificadors d'aigua i un dipòsit de gasoil de 265.000 litres que alimenta tant els seus motors de propulsió com els seus generadors elèctrics. Amb una capacitat de càrrega de poc més de 600 tones pot estar en alta mar durant més de vint dies sense haver d'anar a port a proveir.

## Història
El Juan Sebastián de Elcano fou avarat a Cadis, Espanya, el 5 de març de 1927, i la seva padrina va ser Carmen Primo de Rivera, filla del president del govern Miguel Primo de Rivera.
El primer nom que va rebre el projecte d'aquest vaixell va ser "Minerva", deessa que apareix en el mascaró de proa, però per un reial decret del 17 abril 1925 va ser canviat pel nom té avui.
La primera travessia del vaixell va ser de Cadis a Màlaga amb Sa Majestat Alfons XIII a bord. En el seu primer viatge va visitar els ports de Cadis i Màlaga (on va desembarcar SM dirigint-se a continuació a Sevilla, seu en aquell moment de l'Exposició Universal, on va romandre fins al 30 d'abril). Es pot dir que aquest viatge va ser l'assaig general abans d'efectuar la seva primera navegació al voltant del món recalant a Las Palmas i Santa Cruz de Tenerife. Abans d'arribar a les Canàries va romandre 40 dies a l'Atlàntic sense tocar port fins al 6 de juny. El 4 de juliol va arribar a Pasajes a Guipúscoa, on va rebre la bandera de combat de mans de la Infanta Beatriu de Borbó, filla del rei Alfons XIII. Aquesta bandera va ser obsequi de la Diputació Provincial de Guipúscoa. Del 18 d'abril al 15 de juliol de 1928 es van recórrer 5.769 milles repartides en 57 singladures i donant una velocitat mitjana de 4,2 nusos.
Acabat aquest període de prova, va passar a la Carraca per netejar fons i preparar-se pel seu primer creuer d'instrucció, que va consistir a fer la volta al món en direcció oposada a la que en el seu dia va fer l'il·lustre navegant del qual rep el seu nom. El seu comandant era el Capità de Fragata Manuel de Mendívil. El viatge va començar l'1 d'agost de 1928 i va finalitzar el 29 de maig de 1929. Va recórrer els següents ports: Cadis, Sant Vicent (illes de Cap Verd), Montevideo, Buenos Aires, Ciutat del Cap, Adelaida, Melbourne, Sydney, Suva, San Francisco, Balboa, l'Havana, Nova York i Cadis.
A la tornada del seu primer viatge i després dels diagnòstics oportuns es van saber les seves virtuts i defectes, i aquests últims van ser tinguts en compte per a ser corregits i millorats en successius canvis i obres de carena i recorregut. Fins al començament de la Guerra Civil, aquestes reformes havien estat:
- 15 de juliol de 1930: per la seva escassa potència el motor va ser substituït per un altre Pressel Mancon grup electrogen.
- 14 d'agost de 1933: es van construir els pallols a la coberta baixa de proa.
- Juliol de 1933: els tancs d'aigua es traslladen de la toldilla a proa.
- 8 de maig de 1934: s'instal·la a babord el repetidor de la giroscòpica al pont i al despatx del comandant.
- 1933, per ordre del comandant Moreno Fernández: es va col·locar a la mampara de proa de la toldilla la placa amb la inscripció llatina "Tu Primus Circundedisti Me", que rememora l'escut i lema que Carles I va atorgar a la família de Elcano. També van ser batejats els 4 pals amb els noms que recorden als vaixells escoles anteriors.[1]

La guerra civil la va passar al port de Cadis.
Entre els guàrdia marines que van embarcar-hi al llarg de la seva història figuren: SM Joan Carles I, que va realitzar el seu 30è creuer d'instrucció el 1958 i el de SAR Felip de Borbó que va fer 58è creuer d'instrucció l'any 1987.
25 anys després es van usar els mateixos plànols per a construir el vaixell escola xilè Esmeralda en 1952-1954.
El novembre de l'any 2005, sota el comandament del capità de navili Luis Cayetano i Garrido, va resultar guanyador per setena vegada de la Boston Teapot atorgada cada any per la Sail Training International al vaixell que aconsegueix navegar a vela el major nombre de milles en 124 hores.
En els seus viatges d'entrenament triga uns 22 dies a arribar fins a Amèrica, fent escales en diferents ports. Dona la volta al món en aproximadament nou mesos, fins a l'any 2008 ho havia fet deu vegades. La resta de les seves sortides ha viatjat a Amèrica i tornat a Espanya només navegant a l'oceà Atlàntic.
El 2010, en el decurs del seu LXXXI creuer d'instrucció, va participar, al costat d'altres 10 vaixells escola a la Veles Amèrica del sud 2010, que celebrava el bicentenari de la independència, i està organitzada per les armades de Xile i Argentina.
El 2014 la nau es veié implicada en el transport de cocaïna durant un trajecte entre Colòmbia i els Estats Units. Set tripulants (quatre mariners, dos caporals i el cuiner de la nau) foren condemnats per tràfic de drogues després d'arribar a un acord amb la fiscalia. El fet posà de relleu la manca de control sobre les mercaderies embarcades ja que hi van poder introduir 133 kg de cocaïna a dins del buc.

## Comandants del Juan Sebastián Elcano
Comandants que ha tingut el  Juan Sebastián Elcano  en els seus Creuers d'Instrucció i data d'alta en el comandament.
- Manuel de Mendívil i Elio. 29 setembre 1927
- Claudio Llac de Llances i Díaz. 4 juny 1929
- Joaquín Lorez Cortijo. 5 juny 1931
- Salvador Moreno Fernández. 7 juny 1933
- Cristóbal González-Aller i Acebal. 24 juny 1935
- Fernando Meléndez Bojart. 15 desembre 1939
- Pere Sans Torres. 20 desembre 1940
- Camilo Carrero Blanco. 17 gener 1942
- Antonio Blanco García. 24 novembre 1942
- Leopoldo Boado Endeiza. 27 juny 1944
- Manuel de la Puente i Magallanes. 18 juliol 1946
- Álvaro de Urzaiz i de Silva. 15 juliol 1948
- Luis Cebreiro Blanco. 3 agost 1950
- Gonzalo Díaz Garcia. 15 juliol 1952
- José Yusty Pita. 19 agost 1953
- José Ramón González Pérez. 20 juliol 1955
- Miguel diumenge Sotelo. 27 agost 1958
- José Díaz Cuñado. 26 setembre 1960
- Teodor de Leste i Cisneros. 22 desembre 1961
- Francisco Javier de Elizalde i Lainez. 6 agost 1963
- Salvador Vázquez Duran. 18 novembre 1964
- Francisco Gil dee Sola Caballero. 17 agost 1966
- Álvaro Fontanals Baron. 20 setembre 1968
- Agustín Rosety Caro. 1 agost 1970
- Ricardo Vallespín Raurell. 28 setembre 1971
- Marcial Fournier Palicio. 1 setembre 1973
- Antonio Nalda i Díaz de Torra. 26 setembre 1960
- Ángel Luis Diaz del Rio i Martinez. 3 octubre 1977
- Ignasi Cela Diz. 3 octubre 1979
- Cristòfor Colom de Carvajal i Maroto. 7 gener 1981
- Rafael CENAL Fernandez. 30 octubre 1982
- Manuel de la Puente i Sicre. 19 agost 1983
- Antonio Diufain d'Alba. 23 agost 1984
- Rafael Martí Narbona. 15 novembre 1985
- Gabriel Portal Antón. 10 juliol 1987
- José Alejandro Artal Delgado. 25 novembre 1988
- Pere Lapique Quiñones. 3 octubre 1989
- Rafael Vallejo Ruiz. 4 octubre 1991
- Àngel Tajuelo Pardo de Andrade. 1 octubre 1992
- Juan José González-Irún Sánchez. 8 octubre 1993
- Antonio González-Aller Suevos. 4 octubre 1994
- Manuel Calvo Freijomil. 15 setembre 1995
- Sebastià Saragossa Soto. 18 setembre 1996
- Teodor de Leste Contreras. 2 octubre 1997
- Constantí Lobo Franco. 11 setembre 1998
- Juan C. Muñoz-Delgado Díaz del Riu. 8 octubre 1999
- Jaume Rodríguez-Toubes Núñez. 6 octubre 2000
- Manuel Rebollo García. 5 octubre 2001
- Santiago Bolivar Piñeiro. 4 octubre 2002
- Juan F. Martínez Núñez. 3 octubre 2003
- Luis Cayetano i Garrido. 29 setembre 2004
- Salvador M. Delgado Moreno. 29 setembre 2005
- Javier Romero Caramel. 21 setembre 2007
- Manuel de la Puente Mora-Figueroa. 25 setembre 2009